# Anta de Cunha Baixa

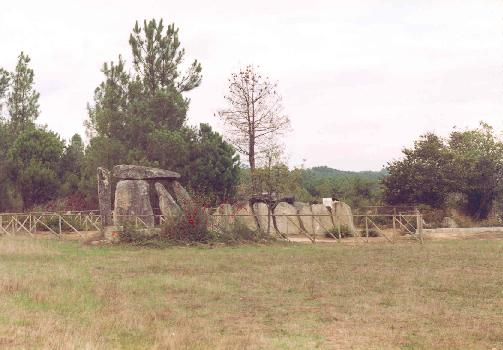
Anta de Cunha Baixa

A Anta da Cunha Baixa é um monumento megalítico, situado em Cunha Baixa, município de Mangualde, em Viseu. Está implantado numa área de vale aberto próximo do Rio Castelo, entre as aldeias da Cunha Baixa e Espinho.

## Descrição
Monumento megalítico de câmara e corredor datado entre 3000 e 2500 a.C. remontando assim muito possivelmente ao período da cultura Campaniforme. A câmara é poligonal com nove esteios e uma cobertura. O corredor é longo com oito esteios de cada lado e cobertura.
Trata-se de um exemplar de enterramento colectivo. Não apresenta mamoa, pois terá sido destruída. Inicialmente estudado por Leite de Vasconcelos, foi em 1987 que Raquel Vilaça e Domingos Cruz encetaram os trabalhos de restauro desta sepultura classificada como Monumento Nacional já desde 1910 (DG 136, de 23 de Junho de 1910).
As investigações puseram a nu esteios pintados e gravados e os materiais exumados apontam para uma fase tardia de megalitismo na região. A construção data de cerca de 5000 anos e teve uma utilização até tarde, uma vez que os últimos materiais aí depositados são da Idade do Bronze.

## Espólio
O seu espólio encontra-se no Museu Nacional de Arqueologia em Lisboa. É constituído por machados de pedra polida, lâminas e micrólitos em sílex e fragmentos de cerâmica.